# Xã Pleasant Ridge, Quận Pawnee, Kansas
Xã Pleasant Ridge (tiếng Anh: Pleasant Ridge Township) là một xã thuộc quận Pawnee, tiểu bang Kansas, Hoa Kỳ. Năm 2010, dân số của xã này là 45 người.